# Ofensiva de Aragão
A Ofensiva de Aragão foi uma importante campanha militar durante a Guerra Civil Espanhola, que teve inicio logo após a Batalha de Teruel. A ofensiva que começou em 7 de Março de 1938 e terminou em 19 de Abril de 1938, esmagou as forças Republicanas invadindo Aragão e conquistando partes da Catalunha e do Levante.

## Introdução
A Batalha de Teruel esgotou os recursos materiais do Exército Republicano, e desgastou as tropas Republicanas veteranas. Uma desaceleração do abastecimento da União Soviética exacerbou as dificuldades do governo Republicano, cuja indústria de armamentos na Catalunha já estava sitiada. Ao mesmo tempo, Francisco Franco concentrou a maior parte das forças Nacionalistas no leste preparado-se para conduzi-las através de Aragão e entrar na Catalunha e no Levante. Os Nacionalistas foram capazes de concentrar 100 mil homens entre Saragoça e Teruel com as melhores tropas na liderança. Embora o Exército Nacionalista fosse numericamente inferior às forças Republicanas, os Nacionalistas estavam melhor equipados e tinham quase 950 aviões, 200 tanques e milhares de camiões. As tropas Republicanas veteranas tinham sido todas envolvidas em Teruel e não se encontravam refornecidas. Além da ajuda externa da Alemanha Nazi e da Itália Fascista, Franco  nesta fase tinha a vantagem de controlar eficientemente as indústrias no País Basco.

## Exército Nacionalista
O exército atacante foi comandado por Fidel Dávila Arrondo, com Juan Vigón Suerodíaz como seu segundo em comando. José Solchaga, José Moscardó, Antonio Aranda e Juan Yagüe comandariam corpos de exército ao lado do General italiano Berti. Uma reserva comandada por García Escámez e García Valiño constituiu a força principal. José Enrique Varela com o exército de Castela deveria permanecer em Teruel. A Legião Condor também estava de prontidão. O seu comandante, o  Coronel Ritter Von Thoma, convenceu Franco a concentrar os seus tanques em vez de espalhá-los.

## Exército Republicano
Por causa das perdas materiais na Batalha de Teruel, metade das tropas Republicanas não tinha sequer rifles, e desde que as melhores tropas foram retiradas para se reequipar, os defensores da linha de frente não tinham experiência de combate. A República não pôde substituir os seus equipamentos perdidos quando a ajuda Soviética começou a diminuir. Essencialmente, o exército Republicano foi surpreendido pelo ataque Nacionalista. Os Nacionalistas haviam redistribuído as suas forças muito mais rápido do que o estado-maior Republicano achava possível. Embora avisados por espiões, os generais Republicanos estavam convencidos de que os Nacionalistas retomariam a ofensiva de Guadalajara. Outro erro cometido pela liderança militar Republicana era assumir que os Nacionalistas estavam tão cansados e exaustos quanto os Republicanos.

## O Ataque começa

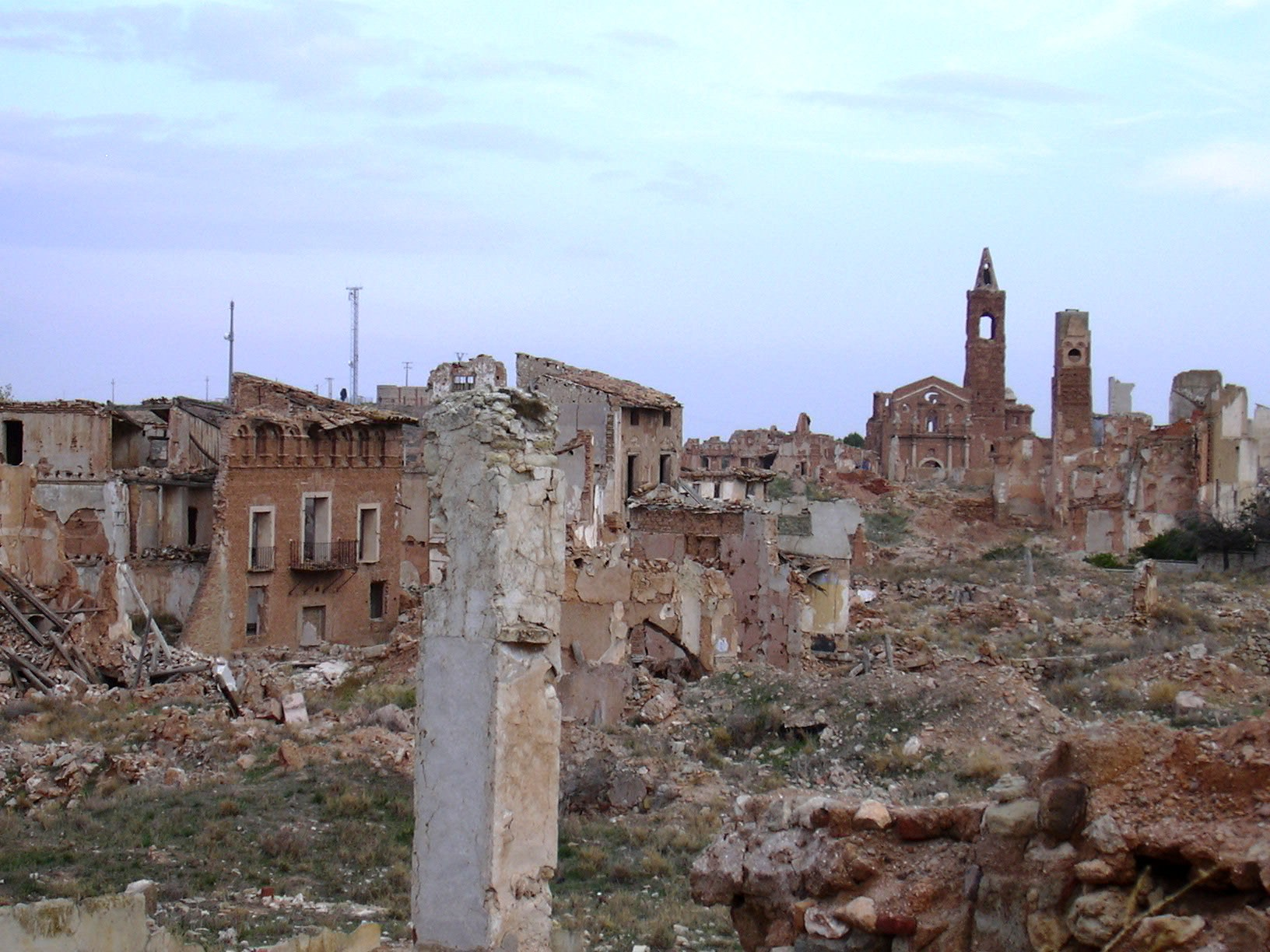
Depois de ser destruída, a vila de Belchite não foi reconstruída e permaneceu como um monumento

O ataque Nacionalista começou em 7 de Março de 1938, precedido por uma pesada artilharia e bombardeio aéreo. Às 6:30 da manhã, três exércitos Nacionalistas atacaram a linha Republicana estendida entre o Rio Ebro e Vivel del Río. A parte norte do ataque foi realizada pelo exército de elite de Yagüe, o Exército da África, apoiado pela Legião Condor e por quarenta e sete baterias de artilharia. Os Nacionalistas quebraram a frente em vários lugares no primeiro dia da batalha. Yagüe avançou pela margem direita do Ebro, cortando todas as defesas. Solchaga recuperou Belchite em 10 de Março, a XV Brigada Internacional, com o seu complemento americano, canadense e britânico, como sendo a última unidade daquela cidade destruída. O comandante do Batalhão Abraham Lincoln, parte da XV Brigada Internacional, Robert Hale Merriman, foi morto durante a retirada. Os italianos atacaram Rudilla , enfrentaram alguma resistência inicial e depois, liderados pelas Flechas Negras (Divisão Flechas Negras), romperam as suas defesas.
Em todo lugar as forças Republicanas estavam em retirada. Muitos, soldados e oficiais, apenas correram, e a retirada tornou-se numa derrota. Além disso, o crescente sentimento anticomunista no Exército Republicano aprofundou a desmoralização. Os comandantes Comunistas estavam se acusando mutuamente de vários atos de transgressão ou incapacidade de agir. André Marty e Enrique Líster atacaram-se um ao outro. [14] Líster começou uma política de atirar em comandantes de tropas em retirada. Isto criou uma discussão entre os Comunistas dado que Líster era um Comunista e os comandantes que estavam a ser alvejados eram também Comunistas.

## Desastre republicano
Mesmo quando Rojo ordenou a concentração Republicana em Caspe, os italianos estavam a aproximar-se de Alcañiz, e a derrota Republicana tornou-se absoluta. Mesmo onde uma unidade Republicana poderia lutar de forma eficaz, tinha que recuar devido ao colapso das unidades vizinhas. Unidades inteiras desmoronaram e as deserções tornaram-se abundantes. Os aviões Italianos e Alemães controlavam os céus; os seus bombardeiros atacaram as unidades Republicanas em fuga com proteção aérea de caças modernos. Karol Świerczewski também conhecido como General Walter, comandante das Brigadas Internacionais, escapou por pouco da captura na queda de Alcañiz. Finalmente, após dois dias de combates pesados, Caspe caiu em 17 de Março o exército de Varela. A Brigada Internacional atuou valentemente na defesa, mas foi expulsa. Depois de oito dias, os Nacionalistas estavam a setenta milhas a leste das posições que ocupavam quando a batalha começou. Esta primeira parte da ofensiva perfurou um enorme buraco na frente, criou uma saliência de Belchite para Caspe para Alcañiz e de volta para Montalbán.
O Exército Nacionalista fez uma pausa antes dos Rios Ebro e Guadalope para se reorganizar. Mas em 22 de Março, o ataque recomeçou, desta vez na área a leste de Saragoça e Huesca. Essa parte da frente que a República mantinha desde Agosto de 1936 foi perdida em um dia. As aldeias do leste de Aragão que haviam experimentado a revolução social, tanto pelas suas próprias ações ou pelas colunas anarquistas da Catalunha, foram todas tomadas pelos Nacionalistas, com muitos dos habitantes a tornarem-se refugiados. Nesta parte da ofensiva, Barbastro, Bujaraloz e Sariñena sucumbiram aos Nacionalistas. Em 25 de Março, Yagüe capturou Fraga e entrou na Catalunha. Ele atacou a próxima cidade, Lérida, mas El Campesino deteve-o por uma semana, dando aos Republicanos a chance de se retirarem com um valioso equipamento. O recuo das forças Republicanas foi coberto pelo Grupo de Montanha do Coronel Durán em Maestrazgo, uma área montanhosa e acidentada do sul de Aragão.
No norte, as forças Republicanas prenderam Solchaga nos Pireneus, mas no sul os Nacionalistas atravessaram o Maestrazgo. Quase em todos os lugares, os republicanos começaram a desmoronar-se. As várias facções começaram a acusar-se mutuamente de traição. Os Comunistas privaram as tropas anarquistas de munições necessárias. André Marty, o comandante geral das Brigadas Internacionais, procurou por traidores, mas ele não pode impedir a destruição virtual das Brigadas Internacionais. As tropas Republicanas sofreram execuções arbitrárias, com oficiais às vezes a serem baleados em frente aos seus homens. Em geral, a campanha parecia perdida e ninguém sabia onde a derrota terminaria.

## Fim da campanha
A campanha foi decidida pelo poder aéreo. As planícies de Aragão forneceram campos de aterragem fáceis, permitindo um rápido apoio aéreo perto da frente. Aviões Nacionalistas expulsaram continuamente os Republicanos, forçando-os a abandonar posição após a posição atacando as colunas que recuavam. Tanto os Alemães como os Soviéticos aprenderam valiosas lições neste conflito sobre o uso de aviões em apoio à infantaria. No terreno, Lérida e Gandesa caíram em Abril. Cento e quarenta soldados Americanos e Britânicos da XV Brigada Internacional tornaram-se prisioneiros dos Nacionalistas. Também neste dia, as tropas de Aranda viram o mar pela primeira vez. No norte, o avanço Nacionalista continuou e em 8 de Abril, as usinas hidroeléctricas de Barcelona nos Pirenéus caíram para os Nacionalistas. As indústrias de Barcelona sofreram um declínio severo e as antigas usinas de vapor foram reiniciadas. Os Nacionalistas poderiam facilmente ter tomado a Catalunha e Barcelona, mas Franco tomou a decisão de avançar para a costa. Essa decisão acabou sendo um erro estratégico, mas os seus relatórios de inteligência sugeriram que estender o conflito ainda mais para a Catalunha poderia atrair a intervenção Francesa. Ele ordenou que o ataque continuasse em direção ao mar. Em 15 de Abril, os Nacionalistas haviam chegado ao mar Mediterrâneo em Vinaròs e em 19 de Abril, os Nacionalistas detinham 65 quilómetros da costa do Mediterrâneo. Esta série de vitórias que começou com Teruel inspirou grande confiança nos Nacionalistas que a guerra estava quase ganha. Enquanto isso, os Franceses reabriram a fronteira, e a ajuda militar que havia sido comprada e estava se acumulando na França por causa do embargo, fluíu para a Espanha e para as forças Republicanas. Isso desacelerou os Nacionalistas à medida que a defesa Republicana se endurecia. O desastre foi contido por enquanto, e embora os Nacionalistas tenham perseguido outros ataques no norte em direção ao Rio Segre e na área de Valência, a Ofensiva de Aragão foi, para todos os efeitos, concluída em 19 de Abril. O ataque Nacionalista estava gasto e a resistência na costa foi muito mais formidável.